# Mai 1886

## Événements
- 1er mai :
  - Boma devient capitale de l'État indépendant du Congo en lieu et place de Vivi.
  - États-Unis : jour du renouvellement des baux, est la date choisie en 1885 par les organisations ouvrières américaines pour être une journée de grève générale et de pétition en faveur de la journée de huit heures.

- 4 mai : Haymarket Riot aux États-Unis.

- 18 mai, Russie : loi subordonnant les partages familiaux à l’autorisation du mir pour lutter contre la réduction des lots.

## Naissances
- 6 mai : Michael Browne, cardinal irlandais, maître général des dominicains († 31 mars 1971).
- 8 mai : Kawasaki Shoko, peintre japonais († 29 janvier 1977)
- 13 mai : William John Patterson, premier ministre de la Saskatchewan († 10 juin 1976).
- 25 mai : Archange Godbout, religieux et généalogiste des canadiens français († 23 mai 1960).